# 滨海卡萨莱
滨海卡萨莱（義大利語：Casale Marittimo）是意大利比萨省的一个市镇。总面积14.32平方公里，人口1072人，人口密度74.9人/平方公里（2009年）。ISTAT代码为050006。